# Sibirische Katze

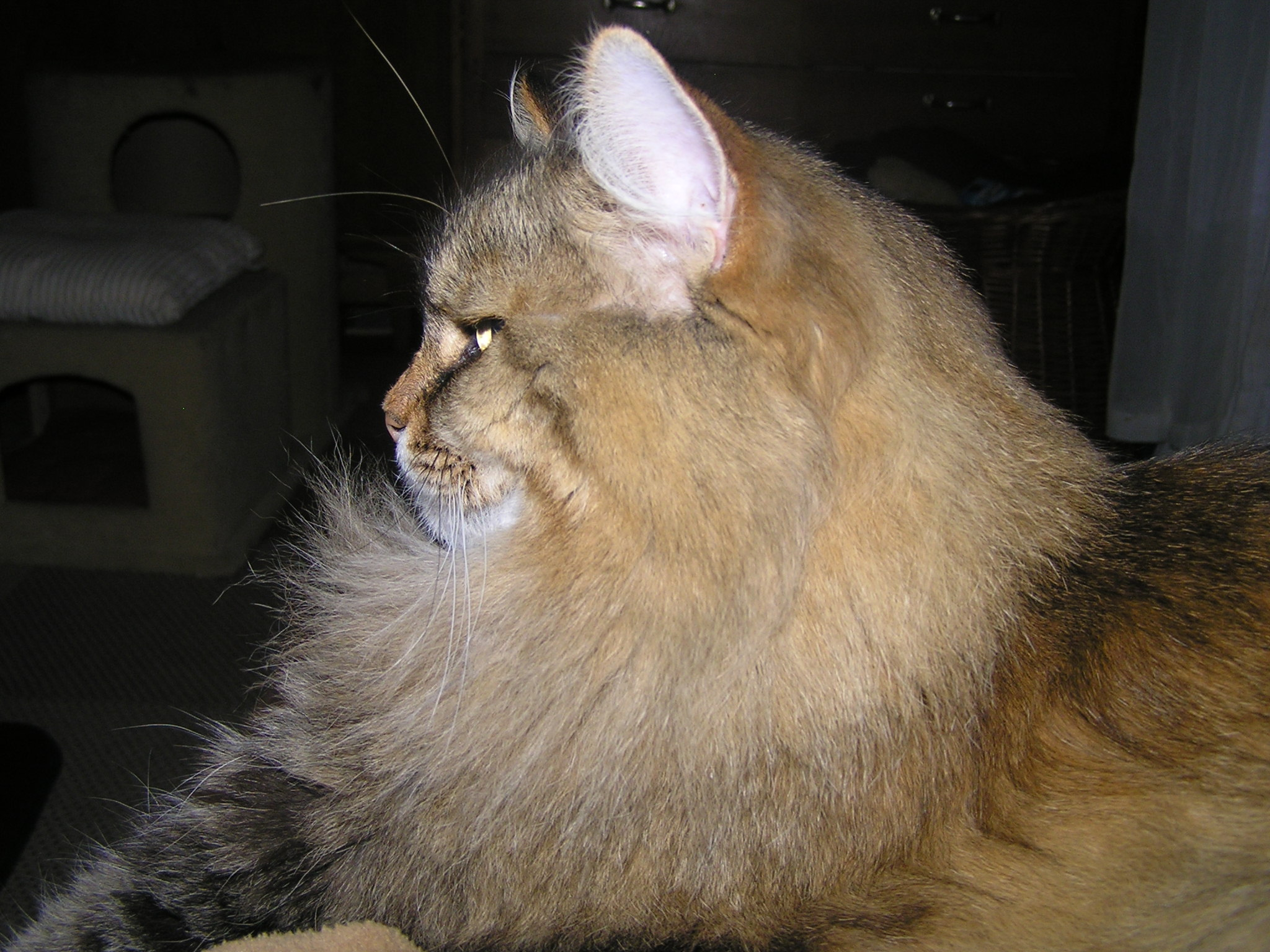
Sibirische Katze im Profil (vergleiche: Norwegische Waldkatze im Profil)

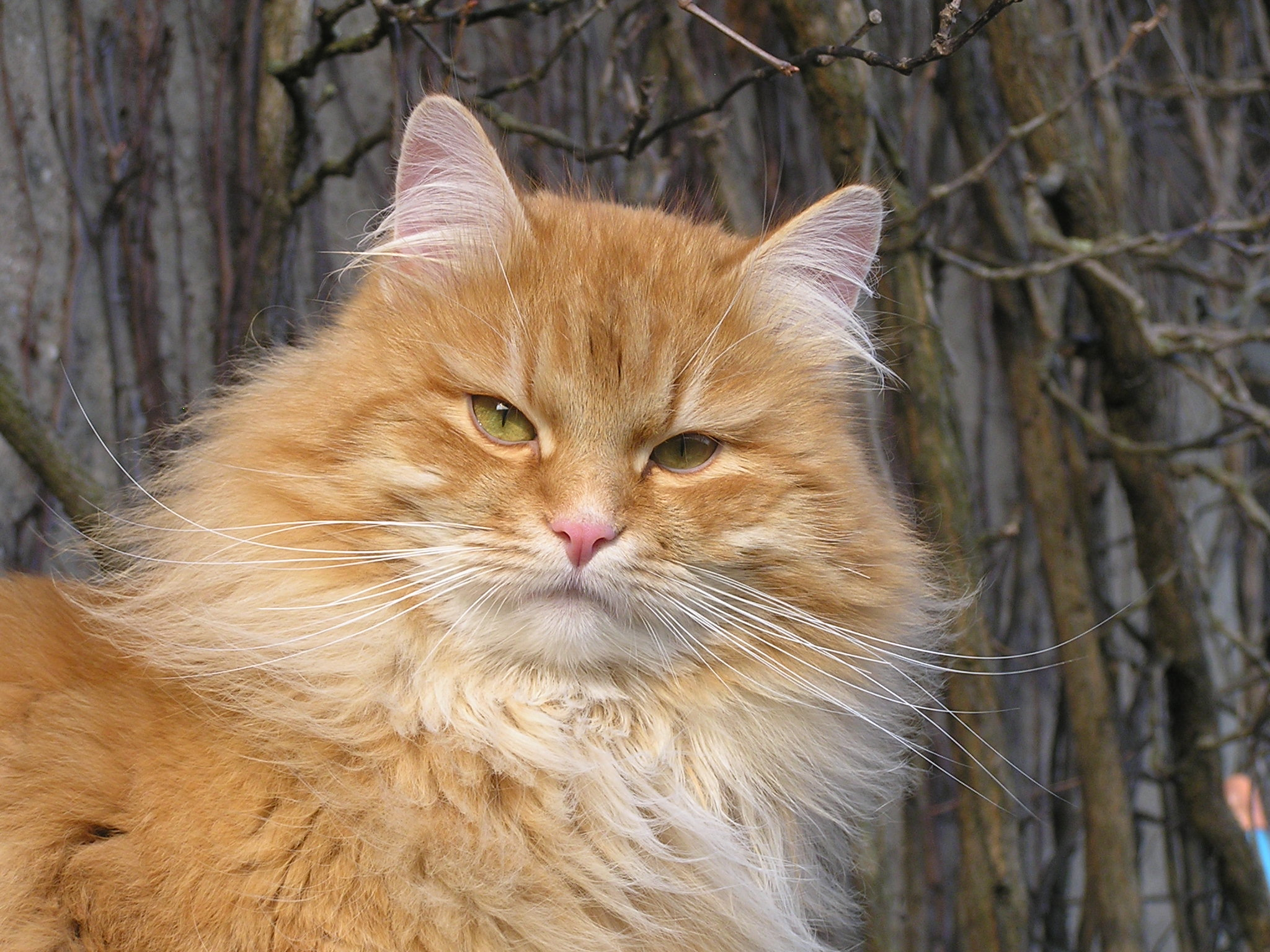
Kopf von vorn: Der Kopf wirkt insgesamt gerundet.

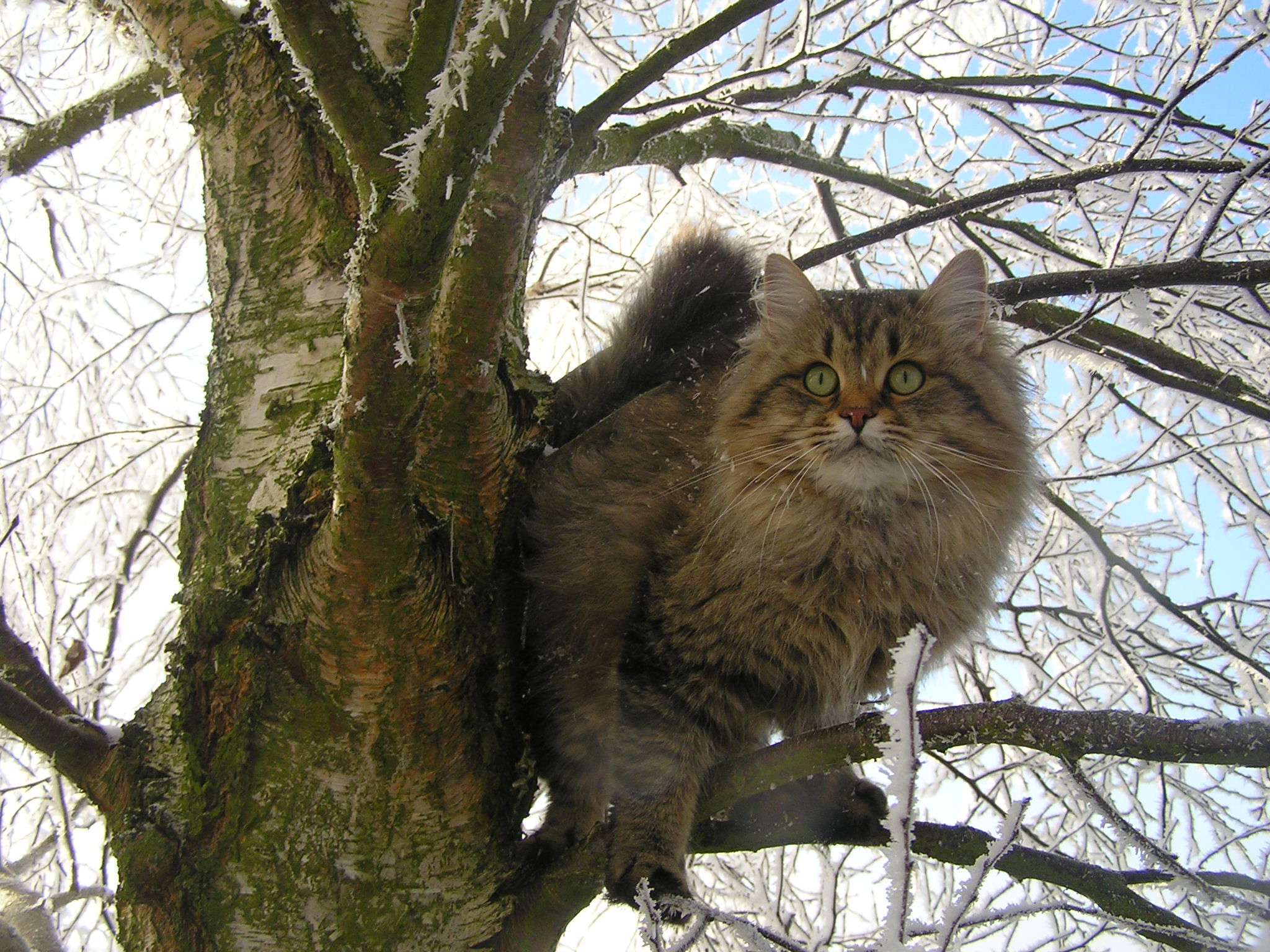
Sibirische Katzen sind bewegungsfreudig und sehr gute Kletterer.

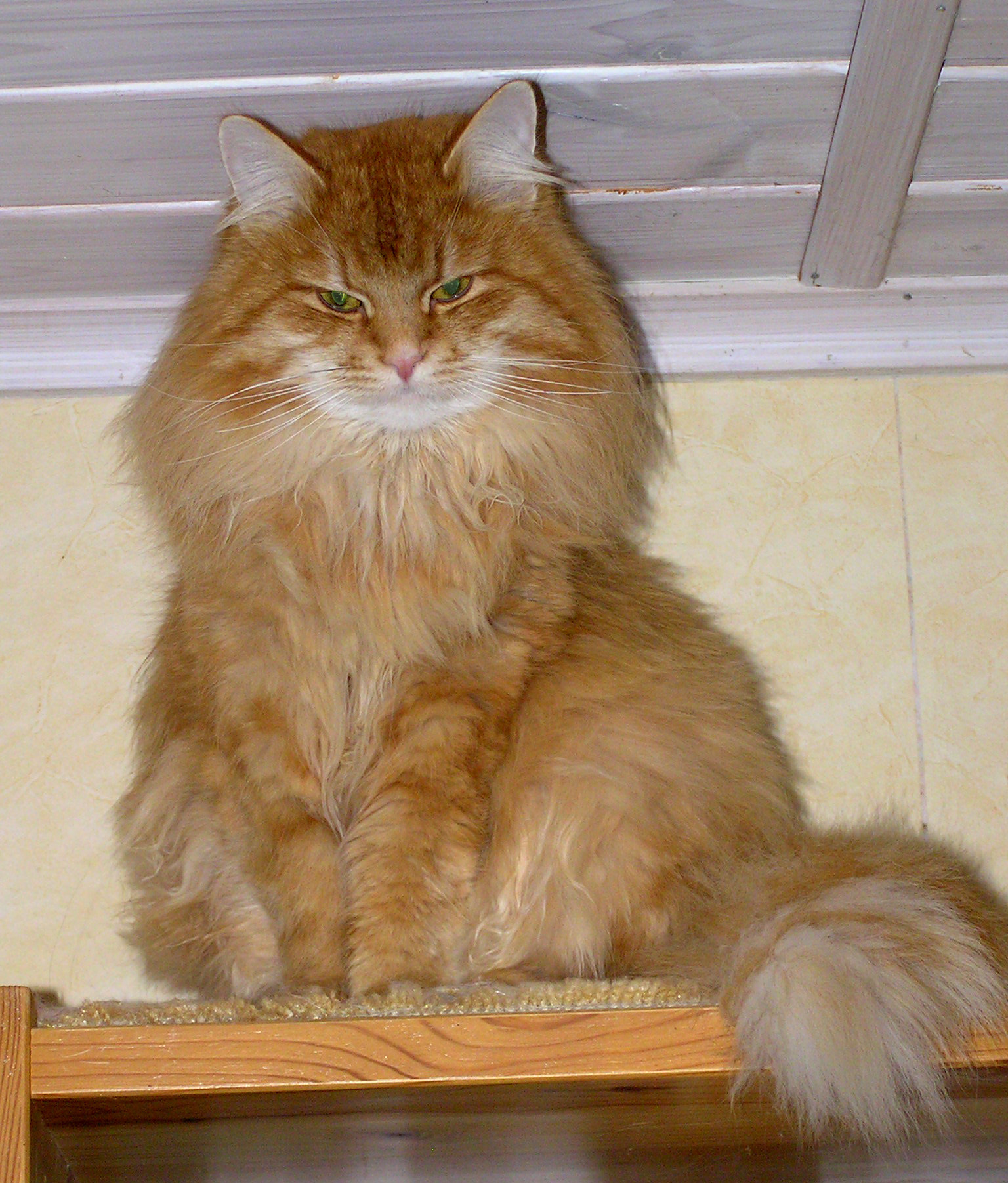
Das Winterfell ist lang und dicht und besonders reichlich im Halsbereich.

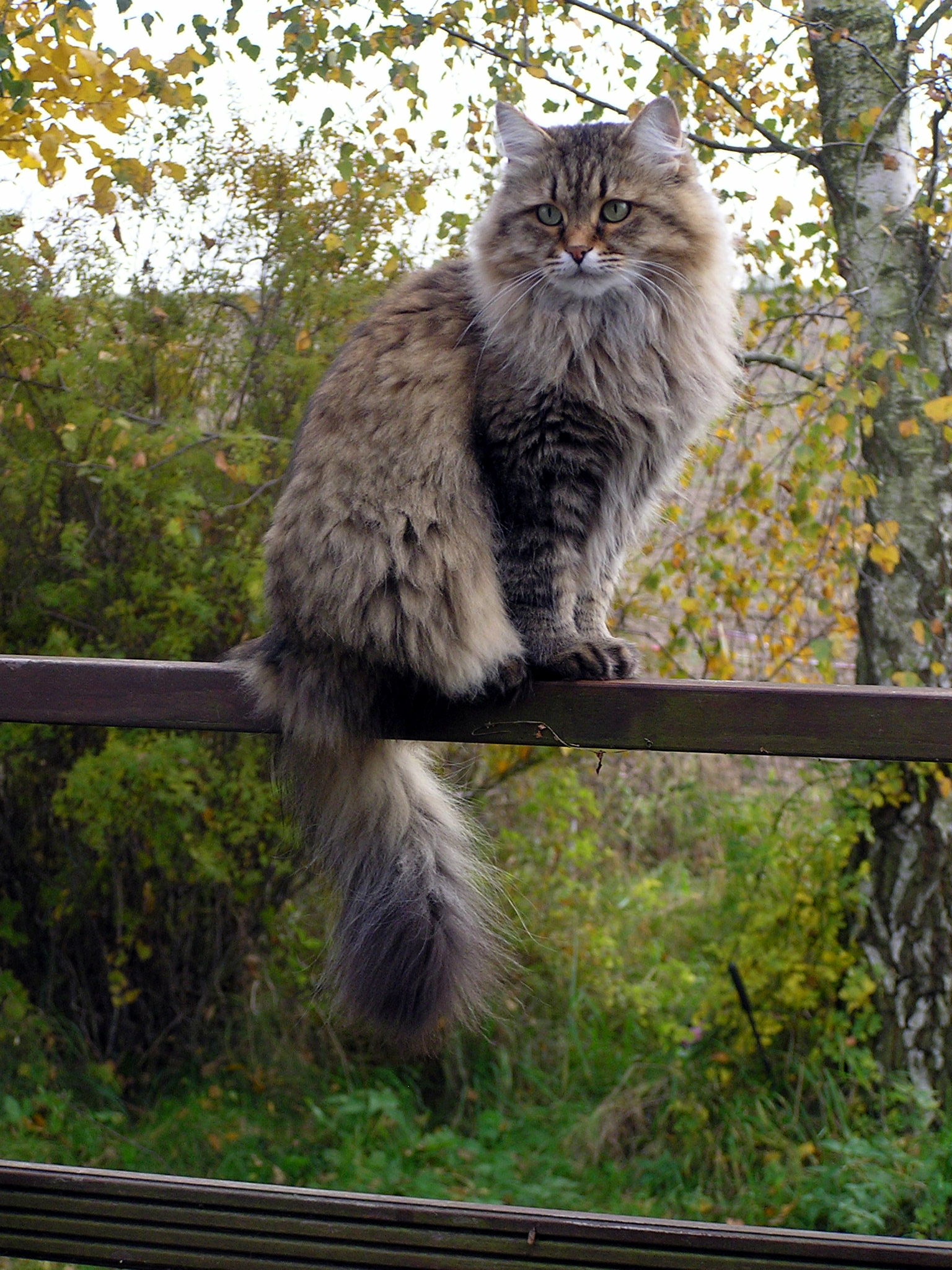
Das Sommerfell ist kürzer und fast ohne Unterwolle.

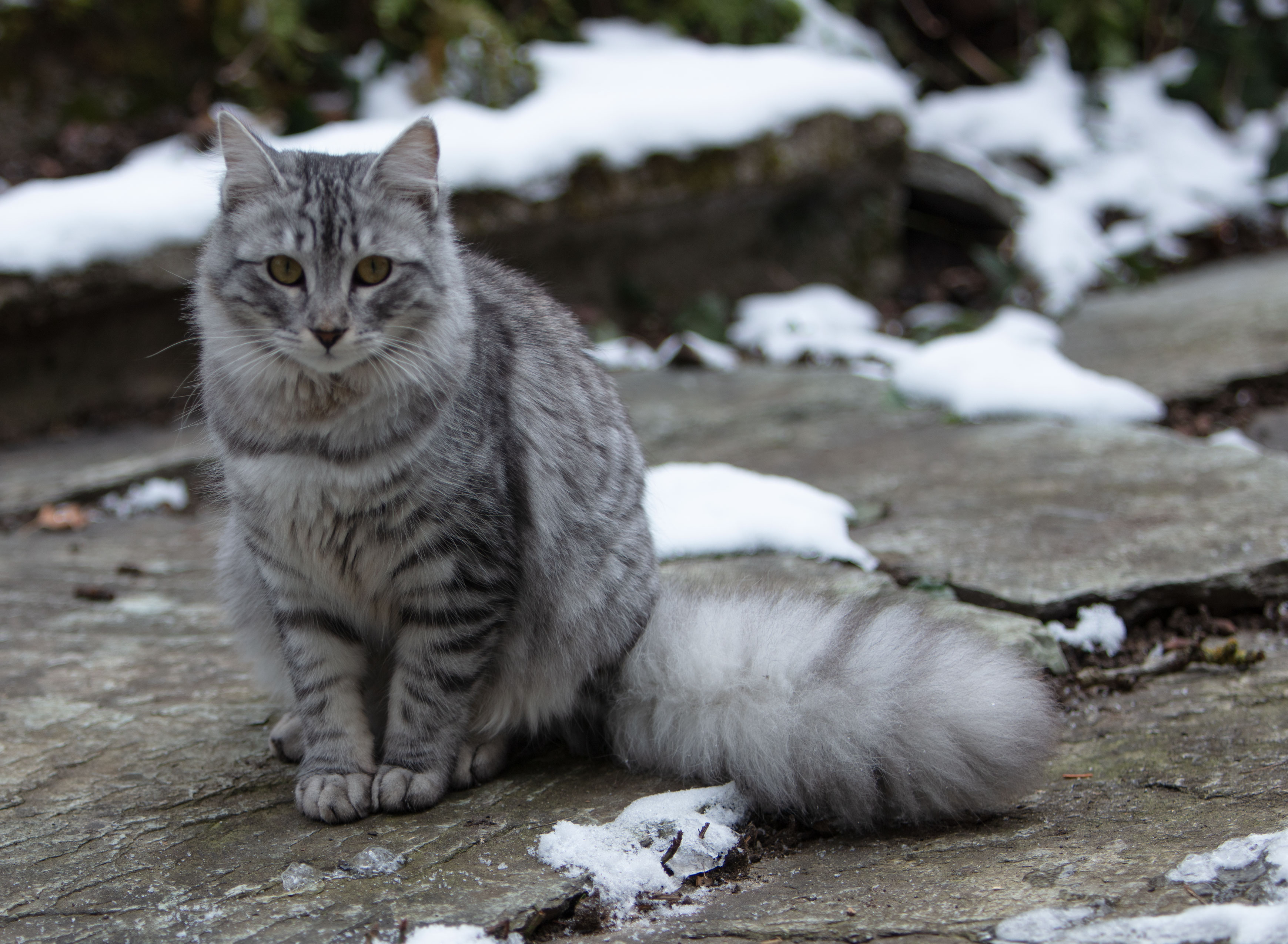
Jungtier mit der Fellfarbe 'silver tabby', weiblich, 8 Monate alt.

Die Sibirische Katze ist eine halblanghaarige Rassekatze von kräftiger Statur, die seit 1987 planmäßig gezüchtet wird und in kurzer Zeit weltweite Verbreitung gefunden hat. Sie ist ursprünglich eine halblanghaarige russische Hauskatze, die nicht züchterisch beeinflusst wurde. Sie wird daher den „natürlichen Rassen“ und unter diesen den Waldkatzen zugerechnet. Ihr Typus ist im gesamten Territorium Russlands sowie weiterer angrenzender Gebiete der früheren Sowjetunion verbreitet. Zusammen mit der Norwegischen Waldkatze und der Maine Coon bildet sie die Gruppe der Waldkatzen, welche zu den Naturrassen zählen.

## Ursprung
Zunächst war die Bezeichnung „Sibirische Katze“ (Sibirskaja koschka) in Russland keine Rasse- oder Herkunftsbezeichnung, sondern ein volkstümlicher Ausdruck für kräftige Katzen mit üppigem, langhaarigem Pelz. Langhaarige Katzen sind nicht nur in Sibirien, sondern praktisch überall auf dem Territorium der ehemaligen Sowjetunion verbreitet, wenn auch seltener als kurzhaarige Katzen. Da das Langhaar-Gen rezessiv vererbt wird, kann ein langhaariges Kätzchen mit üppigem Fell dort auch in einem normalen Hauskatzenwurf liegen. Derartige Exemplare bilden den Grundstock der Zucht Sibirischer Katzen.
Die genaue Genese der sibirischen Katze in ihrer Heimat ist strittig. Alexander Kolesnikov vertritt die These, zum Genpool der sibirischen Katze habe auch die kaukasische Wildkatze beigetragen, die sich in Körperbau und Fell deutlich von der afrikanischen Wildkatze (Falbkatze) unterscheidet, welche als Stammmutter aller Hauskatzen gilt, Wissenschaftliche Beweise, welche diese These untermauern könnten, fehlen bisher, obwohl heutige gentechnische Untersuchungen diesen Nachweis erbringen könnten. Forschungsergebnisse des Teams um den Genetiker Carlos Driscoll der Universität Oxford, das die Gene von fast 1000 Hauskatzen von fünf Kontinenten untersucht hatte, wies nach, dass alle fünf aufgefundenen genetischen Hauptlinien allein von der Felis silvestris lybica abstammen.
Ebenfalls nicht geklärt ist, seit wann das Langhaar-Gen in der russischen Hauskatzenpopulation verbreitet ist, ob es eine eigenständige Mutation ist oder sich über Handelswege wie die Seidenstraße, ausgehend von der türkischen Angorakatze, von West nach Ost verbreitet hat. Zwar scheint der umgekehrte Weg entlang der Seidenstraße möglich; geht man jedoch davon aus, dass die Katze sich selbst im Zuge der Entwicklung der Hochkulturen domestizierte, ist die erste Möglichkeit plausibler. Wohl die früheste Darstellung einer langhaarigen Katze soll aus dem China des 12. Jahrhunderts stammen. Die Quelle 10.000 Meisterwerke ist allerdings umstritten. Jedoch ist aus dem Nationalmuseum Chinas Malerei von langhaarigen Katzen seit dem 14. Jh. belegt. Auch hierbei sind die geschichtlichen und kulturellen Entwicklungen der Hochkulturen zu berücksichtigen, durch die eine frühzeitige Darstellung gefördert wurde, obwohl es durchaus an anderen Orten auch ähnliche Tiere gegeben haben könnte. Die oft zu lesende Behauptung, das lange, dichte Fell sei eine Anpassung an die sibirische Kälte, ist jedenfalls unrichtig. Derartige phylogenetische Anpassungsprozesse bedürfen wesentlich längerer Entwicklungszeiträume.
In Westeuropa jedoch waren langhaarige Katzen bis in das 19. Jahrhundert hinein eine Seltenheit, so dass Forschern und Reisenden die langhaarigen Katzen in Russland schon früh auffielen und in deren Schriften Erwähnung fanden. So wurde bereits in einem Kapitel von Brehms Tierleben von 1864, welches langhaarige Katzenschläge beschreibt, „eine rote Tobolsker Katze aus Sibirien“ erwähnt. Auch in dem 1889 in England erschienenen Buch Our Cats von Harrison Weir ist ein Kapitel der russischen Langhaarkatze gewidmet. Es findet sich dort sogar eine Zeichnung. Auch in dem in Berlin 1896 publizierten Werk Illustriertes Katzenbuch von Jean Bungartz werden auffällige langhaarige Katzen aus Russland beschrieben, die Kumanische Katze aus dem Kaukasus sowie im Kapitel Angorakatzen blaugraue langhaarige Katzen aus dem Gebiet südlich des Ural nahe Tjumen, genannt „Chanchilla-Katzen“, wobei für letztere als Informationsquelle der deutsche Geograph und Naturforscher Gustav Radde zitiert wird.

## Zuchtgeschichte
Als Harrison Weir im Juli 1871 die erste Katzenausstellung überhaupt im Londoner Kristallpalast mit etwa 150 Tieren organisierte, waren unter den ausgestellten Langhaarkatzen auch Exemplare russischen Ursprungs. Die Rassekatzenzucht, ausgehend von England, stand noch ganz am Anfang, und langhaarige Katzen waren selten, sodass Tiere unterschiedlicher geografischer Herkunft untereinander verpaart wurden. Die damals vorhandenen russischen Langhaarzuchtkatzen sind in diesem Genpool, aus dem später die Perserkatze entstand, aufgegangen. Als eigenständige Rasse wurden sie nicht weiterentwickelt. Die Oktoberrevolution in Russland 1917 und die daraus resultierende Ausgrenzung Sowjetrusslands für die nächsten 60 Jahre taten ein Übriges, die Langhaarkatzen aus Russland unter den Katzenzüchtern in Vergessenheit geraten zu lassen.

### Neuanfang
Die ersten langhaarigen Katzen aus Russland tauchten in Mitteleuropa erst wieder 1984 auf, und zwar in der DDR. Bauarbeiter der „Druschba-Trasse“ hatten sie im Handgepäck mitgebracht. Katzenzüchter wurden schnell auf diese Tiere aufmerksam. Mit einigen dieser „Trassenkatzen“ begann dann in der DDR ab 1985 eine Experimentalzucht, und sie wurden ab 1986 auch ausgestellt. Am 1. Januar 1987 wurde die Sibirische Katze (zunächst noch unter dem Namen „Sibirische Waldkatze“) in der DDR offiziell – und erstmals weltweit überhaupt – als eigene Rasse anerkannt und ihr ein Standard zugewiesen. Die erste in einem deutschen Zuchtbuch (VKSK der DDR) eingetragene Katze war „Wuschel“ am 3. März 1987. Der erste offiziell registrierte Wurf in Deutschland (DDR) wurde am 12. Mai 1988 geboren. Ebenfalls 1987 kam mit einer russischen Auswanderer-Familie ein Zuchtpaar Sibirischer Katzen in die BRD. Doch erst mit dem Besitzerwechsel von Tima und Mussa in die Hände des Züchterehepaars Schultz 1989 wurde der erste registrierte Wurf in der Bundesrepublik gezogen. Schnell etablierte sich eine Zucht, anfangs auch hier noch unter dem Namen „Sibirische Waldkatze“.
In Russland selbst begann die planmäßige Registrierung der Sibirskaja Koschka 1987 in St. Petersburg. Von Anfang an war auch die Point-Variante in dem Standard inbegriffen, die „Newskaja Maskaradnaja“, wie sie in Russland bezeichnet wird (nach dem Fluss Newa). Unter dem Namen Neva Masquarade wird sie je nach Verband heute teils als eigenständige Rasse, teils als Farbvarietät der Sibirischen Katze gezüchtet. Auf den ersten Katzenausstellungen in Russland erregten die Sibirischen Katzen das Interesse ausländischer Richter und schon bald folgten erste Exporte nach Westeuropa und USA.
1991 wurde der Zusatz Wald anlässlich der Formulierung des Standards zur besseren Unterscheidung von der Norwegischen Waldkatze aus dem Namen gestrichen. 1992 wurde die Sibirische Katze von der World Cat Federation (WCF) offiziell als Rasse anerkannt. Die Fédération Internationale Féline (FIFe) schloss sich erst 1998 dieser Meinung an.
Heute wird die Sibirische Katze weltweit in mehr als 35 Ländern gezüchtet (Stand April 2012).

## Aussehen
Die Sibirische Katze ist eine kräftig gebaute mittelgroße bis große Katze, jedoch kleiner als die amerikanische Maine Coon und weniger hochbeinig als die Norwegische Waldkatze. Sie verfügt über ein doppellagiges Fell aus wasserabweisendem, griffigem Deckhaar und dichtem, feinen Unterfell, welches um Hals und Vorderbrust einen üppigen Kragen bildet. Die Hinterbeine tragen Knickerbocker. Das Sommerfell ist deutlich kürzer und ohne Unterwolle. Der mittellange, buschige Schwanz behält auch im Sommer seine Fülle. Die Ohren sind mittelgroß breit am Ansatz, weit gesetzt und sollen gut abgerundet sein. Luchspinsel (Haarspitzen an den Ohrenenden) sind meist gern gesehen, aber nicht in jedem Standard gefordert. Aus den Ohrmuscheln ragen feine, lange Haarbüschel. Ein weiteres typisches Merkmal sind die sogenannten „Schneeschuhe“, Fellbüschel zwischen den Zehen.
Der Kopf der Sibirischen Katze wirkt insgesamt rundlich. Die Augen sind groß, leicht schräg gestellt und an der Unterseite gerundet. Die ein wenig gerundete Stirn geht mit leichtem Schwung in den Nasenrücken über. Sibirische Katzen sind erst mit etwa drei Jahren körperlich voll ausgereift.

### Rassestandard
Die äußeren Merkmale sind im Rassestandard der Sibirischen Katze definiert.
Je nach der Vereinszugehörigkeit des Züchters gilt für ihn der Standard der internationalen Züchtervereinigung, der sein Verein angeschlossen ist. Die Standards der einzelnen Dachorganisationen können sich in Details unterscheiden.
Einig sind sich nahezu alle Standards darin, dass die Farben Cinnemon und Fawn wie auch Chocolate und Lilac nicht erlaubt sind.
Lediglich der TICA-Standard formuliert „alle traditionellen Farben“.
Alle erlaubten Farben sind bei Sibirischen Katzen auch in Point zugelassen. Das ist unter den Waldkatzenrassen einzigartig. Die Pointvariante hat einen eigenen Namen: Neva Masquarade. Die FIFe führt sie als eigenständige Rasse.
Beispielhaft ist hier der Standard der WCF aufgeführt, da dieser der im Mutterland der Rasse verbreitetste ist. Auch in Deutschland richtet sich die Mehrheit der Züchter nach dem WCF-Standard.
| Rassestandard der Sibirischen Katze / Neva Masquarade (WCF) | Rassestandard der Sibirischen Katze / Neva Masquarade (WCF) | Rassestandard der Sibirischen Katze / Neva Masquarade (WCF) |
| Körperteil                                                  | Beschreibung |                                                             |
| ----------------------------------------------------------- | --- | ----------------------------------------------------------- |
| Körper                                                      | Die mittelgroße bis große Katze ist muskulös und schwer. Die Beine sind ebenfalls muskulös und mittellang. Die Pfoten sind groß, kompakt und rund mit Haarbüscheln zwischen den Zehen. Der Schwanz reicht bis zum Schulterblatt, läuft leicht spitz zu und ist buschig. Der Hals ist kurz und kräftig. |                                                             |
| Kopf                                                        | Der Kopf ist kurz und breit mit tief gesetzten breiten Wangenknochen, gerundeter Schnauze und leicht abgerundetem Kinn. Die Stirn ist leicht gewölbt. Die Nase ist gleich breit vom Ansatz bis zum Nasenspiegel. Die Konturen sind sanft gerundet, das Profil ist leicht geschwungen. |                                                             |
| Ohren                                                       | Die Ohren sind mittelgroß, breit am Ansatz mit leicht gerundeter Spitze. Sie sind weit gesetzt und leicht nach vorne geneigt. |                                                             |
| Augen                                                       | Die Augen sind groß, leicht oval und an der Unterseite gerundet, leicht schräg gestellt und weit auseinander stehend. Die Augenfarbe soll einheitlich und entsprechend der Fellfarbe sein. Alle Schattierungen von gelb/gold bis grün sind erlaubt. Bei Bicolour und anderen Mustern mit weißer Fellfarbe auch blau oder odd eyed. Bei Point-Zeichnung blau, je dunkler, desto besser.                                                               |                                                             |
| Fell                                                        | Das Fell ist mittellang. Die sehr dichte Unterwolle ist weich und fein, unter gröberem festem Deckhaar. Das dichte, locker fallende Deckhaar ist wasserabstoßend, von fester, griffiger Struktur und glänzend. Es bedeckt den Rücken, die Flanken und Schwanzoberseite vollständig. Die Körperunterseite und die Rückseite der Hinterbeine besitzen nur Unterwolle. Am Hals, auf der Brust, an den Hosen und am Schwanz ist das Fell besonders lang. |                                                             |
| Farbvarianten                                               | Die Farben Chocolate und Cinnamon, sowie deren Verdünnung (Lilac und Fawn) sind in allen Kombinationen (Bicolour, Tricolour, Tabby) nicht anerkannt. Burma-Abzeichen und Tonkanesen-Abzeichen sind ebenfalls nicht anerkannt. Alle anderen Farben und Muster sind anerkannt. Jeder Weißanteil ist erlaubt. Die Beschreibung ist der allgemeinen Farbliste zu entnehmen. Die Pointvariante mit Siam-Abzeichen heißt Neva Masquerade.                  |                                                             |
| Punkteskala                                                 | \| Körper \| 35 \| \| Kopf \| 30 \| \| Felltextur \| 25 \| \| Fellfarbe und Zeichnung \| 5 \| \| Kondition \| 5 \| |                                                             |
| Anmerkung                                                   | Die Generalversammlung der WCF hat in ihrer Sitzung am 3. August 2002 in Mailand beschlossen, bei allen Naturrassen wie Maine Coon, Norweger, Türken und Sibirer die Einkreuzung fremder Rassen von einer Genehmigung der Richterkommission abhängig zu machen. |                                                             |
| Körper                                                      | 35 |                                                             |
| Kopf                                                        | 30 |                                                             |
| Felltextur                                                  | 25 |                                                             |
| Fellfarbe und Zeichnung                                     | 5 |                                                             |
| Kondition                                                   | 5 |                                                             |

Standards der anderen Dachorganisationen siehe unten: Quellen

## Eigenschaften und Verhalten
Die Sibirische Katze ist auch in ihrem Verhalten sehr ursprünglich. Hat sie die Möglichkeit dazu, ist sie ein ausgezeichneter Jäger. Sie ist bewegungsfreudig und klettert und springt außerordentlich gut. Wird sie als Jungtier liebevoll sozialisiert, so entwickelt sie ein sehr enges Verhältnis zu ihrem Menschen und ist anhänglich und umgänglich.

## Haltung und Pflege
Sibirische Katzen benötigen einen gewissen Lebensraum, das ist mindestens eine große Wohnung mit hohem, standfestem Kratzbaum. Ein gesicherter Garten ist ideal, damit sie ihren Jagd- und Bewegungstrieb ausleben kann. Sie sollte nicht in Einzelhaltung gehalten werden. Ihr Sommerfell pflegt die Sibirische Katze allein. Im Winterfell und besonders während des Fellwechsels benötigt sie jedoch ein wenig Unterstützung. Mindestens wöchentliches Kämmen und Bürsten verhindert Verfilzungen. Der Pflegeaufwand ist jedoch wesentlich geringer als bei der Perserkatze.